# Magnification (dal)
A Magnification a Yes Magnification című albumának első, s egyben címadó száma, melyet Jon Anderson, Chris Squire, Alan White, Steve Howe és a lemezen szereplő szimfonikus zenekar karmestere, Larry Groupé írt.
Ez a dal egy igazi Yes-alkotás, melyet jellegzetessé tesz Anderson magas énekhangja, Howe virtuóz gitárjátéka, és Squire aprólékos basszusa, s ehhez még csatlakozik a szimfonikus zenekar sokszínűsége, hisz a fúvósok, a vonósok, és az ütősök is játszanak a számban.
A Magnification szerepel a Symphonic Live című DVD-n, valamint a The Ultimate Yes: 35th Anniversary Collection című válogatáson is.

## Közreműködő zenészek
- Jon Anderson – ének
- Chris Squire – basszusgitár
- Steve Howe – gitár
- Alan White – dob

egy szimfonikus zenekarral együtt.

## Egyéb kiadványokon
- Symphonic Live
- Essentially Yes (az egész Magnification hallható rajta)
- The Ultimate Yes: 35th Anniversary Collection
- The Solid Gold Collection
- YesSpeak
- 35th Anniversary Edition: YesSpeak/Yes Acoustic
- Live at Montreux 2003

## Külső hivatkozások
- Dalszöveg
- Koncertfelvétel a YouTube-on